# Thomas Friedman
Pour les articles homonymes, voir Friedman.
Thomas Loren Friedman, né le 20 juillet 1953 à Saint Louis Park (Minnesota), est un journaliste et auteur américain, triple lauréat du prix Pulitzer. Il est actuellement éditorialiste au New York Times, dans lequel ses tribunes bihebdomadaires ont pour principal sujet les affaires étrangères.
Friedman milite pour une solution de compromis dans le conflit israélo-palestinien, pour une modernisation du monde arabe, pour l'environnement et la mondialisation. Ses ouvrages analysent de nombreux aspects de politique internationale d'un point de vue centriste et progressiste sur la politique américaine.

## Biographie

### Jeunesse
Thomas Friedman naît à St. Louis Park dans la banlieue de Minneapolis. Enfant, il est envoyé dans une colonie de vacances juive où le jeune Abe Foxman est moniteur. Au lycée, il écrit des articles pour le journal de l'établissement, notamment un dans lequel il interviewe Ariel Sharon, général israélien et futur premier ministre d'Israël.

### Formation
Friedman obtient un B.A. en études méditerranéennes à l'université Brandeis en 1975, où il s'est inscrit en 1973. Il poursuit ses études au St Antony's College de l'université d'Oxford grâce à une bourse (la Marshall scholarship). Il y obtient un M.A. en études du Moyen-Orient. Il rendra hommage au professeur Albert Hourani, figure importante dans son parcours universitaire.

### Carrière
À la fin de ses études, Friedman est engagé dans le bureau londonien de United Press International. Il est envoyé l'année suivante à Beyrouth, où il reste jusqu’en 1981. Il est alors recruté par The New York Times comme reporter et réaffecté à Beyrouth au début de l’intervention militaire israélienne au Liban de 1982. Sa couverture de la guerre, particulièrement le massacre de Sabra et Chatila lui vaut le prix Pulitzer pour un reportage international. Avec David K. Shipler, il est également lauréat du prix George-Polk en 1982 pour le meilleur reportage à l’étranger.
Il est envoyé en poste à Jérusalem de 1984 à 1988, et reçoit un second Pulitzer pour sa couverture de la première Intifada. Après quoi, il écrit From Beirut to Jerusalem, livre décrivant ses expériences au Moyen-Orient.
Friedman est le journaliste chargé de suivre le secrétaire d'État James Baker durant la présidence de George H. W. Bush. À la suite de l’élection de Bill Clinton en 1992, il devient correspondant du New York Times à la Maison-Blanche. À partir de 1994, il se consacre plus exclusivement à la politique étrangère et à l’économie, et commence l'année suivante à tenir une chronique internationale pour The New York Times.

#### Honneurs
Il reçoit en 2004 la récompense de l’Overseas Press Club pour l’ensemble de son œuvre. La même année, il est fait officier de l'ordre de l'Empire britannique par la reine Élisabeth II.
En 2014, il est nommé docteur honoris causa de l'université de Hasselt.

### Vie privée
En novembre 1978, Friedman se marie avec l'économiste Ann Bucksbaum, native de Des Moines, diplômée de l'université Stanford et membre de la société Phi Beta Kappa.
La famille Bucksbaum est connue pour être une des plus riches d'Amérique : le père d'Ann, Matthew Bucksbaum, est président du bureau de la compagnie General Growth Properties, un groupe de développement immobilier qu'il fonda avec son frère en 1954. Les Bucksbaum furent des pionniers du développement des centres commerciaux aux États-Unis. Le magazine Forbes estime les actifs de la famille à 2,7 milliards de dollars, incluant près de 200 millions de m² d'espaces commerciaux.
Le couple Friedman vit à Bethesda, une banlieue de Washington. L'édition de juillet 2006 du Washingtonian rapporte qu'ils possèdent une propriété luxueuse de plus de 1 000 m2 habitables. Le couple a deux filles : Orly Friedman (née en 1985) et Natalie Friedman (née en 1988). Les deux sont nées en Israël quand leur père était correspondant pour The New York Times. Friedman leur a dédié plusieurs de ses ouvrages.

## Réception
Son ouvrage sur la mondialisation, The World is Flat a été un succès mondial, encensé par la critique et best-seller.  Philippe Boulet-Gercourt du Nouvel Observateur évoque « Une vision très américaine, aussi, de la mondialisation, avec ses engouements parfois naïfs et un pragmatisme à toute épreuve... »
La position de Friedman sur la mondialisation à travers le libre marché est consensuelle aux États-Unis. Elle a cependant pu être critiquée occasionnellement. Ses détracteurs soutiennent qu'elle se fonde sur des convictions plutôt que sur des faits et des statistiques. Dans un article qui réclame le rétablissement de barrières douanières pour protéger les produits américains, le journaliste David Sirota du San Francisco Chronicle  présente Friedman comme le « grand prêtre du libre-échange ». Sirota attribue  cette déclaration à Friedman : « J'ai écrit une chronique pour soutenir l'ALÉAC. Je ne sais même pas ce dont il s'agit. Je ne connais que deux mots : libre échange ». Sirota, très engagé en politique, critique démocrates comme républicains, en leur reprochant de ne pas être protectionniste.
Mark Rupert, critique de la « mondialisation néolibérale », reproche à Friedman de méconnaître le rôle moteur du pouvoir d’achat des travailleurs autochtones dans le développement de la production économique. Cependant, Friedman répond qu’en délocalisant les emplois peu qualifiés et peu payés dans des pays étrangers, on libère davantage d’emplois qualifiés pour les nationaux touchés par les délocalisations, sous réserve que ces derniers reprennent une formation et se spécialisent dans leur secteur.

## Prises de position

### Sur la mondialisation
Friedman développe sa vision de la mondialisation pour la première fois dans The Lexus and the Olive Tree (« La Lexus et l'Olivier »), livre publié en 1999. Une de ses idées-force est que chaque pays doit sacrifier une partie de sa souveraineté au bénéfice d'institutions internationales (telles que les marchés financiers et les multinationales) dans le but de parvenir à la prospérité économique de la civilisation occidentale. Il nomme ces contraintes la « camisole dorée » (golden straitjacket en anglais).
Bien que Friedman soit partisan de la mondialisation, il note que chaque pays doit préserver ses traditions locales alors même qu’il se globalise, processus qu’il nomme « glocalisation », d'un terme déjà utilisé par d'autres théoriciens de l'anthropologie. Il estime que la mondialisation a pour effet de diminuer les différences à l'échelle mondiale, notamment par une série de levellers ou « niveleurs » comme la chute du mur de Berlin, l'externalisation économique, les délocalisations ou les révolutions informatiques.
Cette vision, si elle peut apparaître comme logique dans un premier temps, s'oppose à la thèse défendue par de nombreux géographes comme l'Américain Richard Florida ou le Français Laurent Carroué. Pour eux, la mondialisation a pour principal effet de renforcer la polarisation mondiale, polarisation qui s'organise autour de la maîtrise des connaissances.
En juillet 2005, Friedman déclare dans The New York Times : « Il est évident pour moi que le modèle irlando-britannique est la voie vers le futur, et l'unique question est quand l'Allemagne et la France vont faire face à la réalité : soit elles deviennent l'Irlande, soit elles deviennent des musées. C'est leur vrai choix pour les prochaines années : le "sentier des lutins" ou le Louvre. »

### Sur l'interventionnisme américain
Il se montre partisan de l'intervention de l’armée américaine afin de défendre les valeurs libérales. En 1999, peu avant le début des bombardements de l’Otan contre la Yougoslavie, il déclare : « Le fait que deux pays ne se sont plus jamais fait la guerre depuis que l’un et l’autre ont accueilli des McDonald’s est aussi le produit de la puissance américaine et de la disposition à en faire usage contre ceux qui menaceraient le système de la mondialisation. [...] Sans les hommes en colère surpuissants d’une Amérique forte, le monde serait infiniment moins stable. La main invisible du marché ne peut pas fonctionner sans un poing caché [qui] s’appelle l’armée, la force aérienne, la force navale et les marines des États-Unis. »
Friedman défend vigoureusement le principe de l'indépendance énergétique des États-Unis, qui doivent, selon lui, être le leader de la recherche en matière de technologies durables. Il pense que la chute des revenus du pétrole obligera les dirigeants autoritaires du Moyen-Orient à quitter le pouvoir face à une population où le pourcentage de jeunes ne cesse de croître. Selon lui, c'est la seule façon d'introduire la stabilité et la modernisation dans une région du monde où un pouvoir théocratique est concentré entre les mains d'une minorité. Pour lui, l’indépendance énergétique renforcera l’économie américaine lorsque son infrastructure énergétique reposera sur des produits américains (le E85 et le biodiésel) tout en diminuant les tensions internationales résultant d'une augmentation de la demande énergétique exacerbée par le décollage de pays comme l'Inde ou la Chine[réf. nécessaire].

### Sur le terrorisme
Après les attentats du 11 septembre 2001, Friedman se concentre sur la menace terroriste et le Moyen-Orient. En 2002, il obtient le Pulitzer Prize for Commentary « pour la clarté de sa vision, fondée sur des reportages exhaustifs, commentant l’impact mondial de la menace terroriste ». Le recueil de ces chroniques est publié sous le titre Longitudes and Attitudes (« Longitudes et comportements »).
Pendant un temps, ses reportages sur des thèmes développés après le 11 septembre l’amènent à s'écarter de ses anciens sujets, avancées technologiques et mondialisation.
Après les attentats du 7 juillet 2005 à Londres, il en appelle au département d'État des États-Unis pour qu'il « fasse la lumière sur tout discours haineux, d’où qu’il vienne » et qu'il publie un bulletin trimestriel contenant un « rapport sur la guerre des idées, qui se pencherait sur les chefs et écrivains religieux qui incitent à la violence contre autrui. » 
Friedman affirme que l'État devrait contrôler les déclarations non seulement des incitateurs à la violence mais aussi de ceux que l’ancien porte-parole du département d’État Jamie Rubin appelle les « inventeurs de circonstances atténuantes » (“excuse makers”). Dans sa tribune du 25 juillet 2005, Friedman s'élève contre les « ratiocinations » des terroristes et de leurs apologistes qui font peser la responsabilité de leurs actes sur des tiers ou des pressions diverses :

« Après chaque attentat terroriste, les avocats du pire sortent de leur trou pour nous expliquer [...]  pourquoi les terroristes ont agi ainsi. Ces apologistes sont à peine moins méprisables que les terroristes et méritent tout autant d'être mis à l'index. Lorsque vous vivez dans une société libre comme la société londonienne, où tous ceux qui ont un problème peuvent écrire aux journaux, se présenter aux élections ou fonder un mouvement politique, il est impensable d'essayer de justifier l'idée qu'on peut faire sauter un bus rempli d'innocents en réponse à [la guerre en] Irak ; ce discours efface la frontière qui sépare l'opposition politique légitime du terrorisme, nous dit Jamie Rubin, et une société libre a besoin que la distinction soit très claire entre les deux. »

### Sur la guerre d'Irak
Friedman soutient l’invasion de l’Irak de 2003, écrivant que l’établissement d’un État démocratique au Moyen-Orient forcerait d’autres pays de la région à se libéraliser et à se moderniser. Dans sa tribune du 9 février 2003, il dénonce l'incohérence des membres de l'ONU avec la résolution du Conseil de sécurité des Nations unies sur les armes de destruction massive irakiennes :

« La position française est complètement incohérente : les inspections n'ont rien donné, déclare M. de Villepin, parce que Saddam refuse de coopérer, et nous devrions donc envoyer trois fois plus d'inspecteurs. Mais l'échec des inspecteurs n'est pas dû à un manque d'effectifs. Il est dû à un manque de coopération de la part de Saddam, comme les Français le savent très bien. Pour obtenir d'une brute comme Saddam qu'il coopère, il ne s'agit pas de tripler le nombre d'inspections mais de tripler la menace d'une intervention des forces de l'ONU s'il refuse de s'exécuter. »

Son hostilité envers la France, qui cherche à prévenir la guerre, s'exprime notablement dans son éditorial du 18 septembre 2003, intitulé « Notre guerre avec la France », où il écrit : « Il est temps que les Américains se rendent à l'évidence : la France n'est pas seulement un allié embarrassant. Pas seulement un rival jaloux. La France est en train de devenir l'ennemi de l'Amérique. »
Il réclame notamment que la France soit privée de son siège au Conseil de sécurité des Nations unies pour s’être comportée comme un enfant « en classe maternelle » incapable de « jouer avec les autres ».
À partir de l'intervention américaine, Friedman s'est dit inquiet de la conduite des opérations par le gouvernement de George W. Bush.  Néanmoins, jusqu’à son article du 4 août 2006 (voir ci-dessous), ses tribunes demeuraient optimistes quant à la possibilité d’une issue positive du conflit irakien (encore que cet optimisme semble avoir diminué depuis le début du conflit).
En janvier 2004, il participe à un forum sur Slate.com intitulé "Liberal Hawks Reconsider the Iraq War" (« Les faucons progressistes reviennent sur la guerre en Irak »), dans lequel il écarte le manque de docilité de l’Irak envers les résolutions des Nations unies comme justification à la guerre :

« On a justifié cette guerre en disant que Saddam Hussein avait développé des armes de destruction massive qui représentaient un danger à long terme pour les États-Unis. Je n'ai jamais cru à cette explication. George Bush et Tony Blair ont dramatisé l'argument des armes de destruction massives pour faire croire qu'ils n'avaient pas eu d'autre choix que la guerre. »

Il écrit aussi que le changement de régime était la seule justification à l'invasion : 
« The right reason for this war, as I argued before it started, was to oust Saddam's regime and partner with the Iraqi people to try to implement the Arab Human Development report's prescriptions in the heart of the Arab world. That report said the Arab world is falling off the globe because of a lack of freedom, women's empowerment, and modern education. The right reason for this war was to partner with Arab moderates in a long-term strategy of dehumiliation and redignification. »
Dans sa tribune du 4 août 2006, Friedman finalement affirme que l’effort pour transformer l’Irak par des moyens militaires a échoué, et qu’il est temps pour les États-Unis d’admettre leur échec et de se désengager : « Quels que soient les arguments de Bush ou ceux des Arabes, la démocratie n'est pas en train d'émerger en Irak, et nous ne pouvons pas continuer à y jeter des vies les unes après les autres. »
Cependant, il écrit que les compagnies pétrolières sont les véritables « vilains » :
« ExxonMobil – I think this is a real group of bad guys, considering that they have funded all the anti-global-warming propaganda out there in the world... They are bad, bad guys – because of what they are doing in fighting the science of global warming. »

#### «Unité Friedman»
Le néologisme Friedman ou unité Friedman, désignant une période de 6 mois, a été forgé en hommage satirique à ses prédictions optimistes répétées de novembre 2003 à mai 2006 selon lesquelles, dans les six mois de l'écriture de son article, le succès ou l'échec du projet américain en Irak serait connu.

### Sur l'État islamique
Dans l'article Why Is Trump Fighting ISIS in Syria?, il déclare que les États-Unis ne devraient pas combattre l'État islamique en Syrie afin qu'il soit un problème pour l'Iran, la Russie, le Hezbollah et Bachar el-Assad : « En Syrie, Trump devrait laisser l'État islamique être le mal de tête d'Assad, de l'Iran, du Hezbollah et la Russie — de la même façon que nous avons encouragé les moudjahidines à faire saigner la Russie en Afghanistan. »

### Critiques de la gauche radicale
- Pour Edward Herman, Thomas Friedman est le parfait représentant et porte-parole de l'establishment. Herman voit en lui un apologiste du pouvoir, qui use de son influence pour camoufler le nettoyage ethnique israélien des Palestiniens et cache à cette fin « les informations favorables à ces derniers, un raciste contempteur des Arabes, un idéologue pro-libre-échange prêt à faire fi d'une réalité impérialiste, un anti-démocrate et vrai ploutocrate, un individu qui a pressé le gouvernement réactionnaire de Bush à commettre des crimes de guerre en Irak, et un homme toujours prêt à attribuer des motivations douteuses à ses adversaires[26]. »
- Pour Noam Chomsky, Friedman est le « porte-parole du secrétariat d'État au New York Times »[27].
- Tony Judt lui reconnaît le fait d'avoir « publié une tribune appelant à chasser la France du Conseil de sécurité des Nations unies parce qu'elle avait eu le toupet de s'opposer aux États-Unis sur un sujet d'une telle importance[28]. »

## Publications
- From Beirut to Jerusalem (1989)  (ISBN 0-374-15894-0) ; (nouvelle éd. 1990)  (ISBN 0-385-41372-6)
- The Lexus and the Olive Tree (1999)  (ISBN 0-374-18552-2)
- Longitudes and Attitudes: Exploring the World After September 11 (2002)  (ISBN 0-374-19066-6)
  - Paix des peuples, guerres des nations : après le 11 septembre (trad. de l'anglais), Denoël, 2003, 516 p. (ISBN 978-2-207-25471-4)
- The World Is Flat: A Brief History Of The Twenty-first Century (2005)  (ISBN 0-374-29288-4)[29]
  - La terre est plate : une brève histoire du XXIe siècle (trad. de l'anglais), Saint-Simon, 2006, 383 p. (ISBN 978-2-915134-25-4)
- Hot, Flat, and Crowded: Why We Need a Green Revolution—And How It Can Renew America (2008)
  - La Terre perd la boule : trop chaude, trop plate, trop peuplée (trad. de l'anglais), Paris, Saint-Simon, 2009, 487 p. (ISBN 978-2-915134-38-4)
- That Used To Be Us: How America Fell Behind in the World It Invented and How We Can Come Back (coécrit avec Michael Mandelbaum 2011)
  - Back in the USA : quand l'Amérique se réinvente (trad. de l'anglais), Paris, Saint-Simon, 2012, 380 p. (ISBN 978-2-915134-64-3)
- Thank you for Being Late; Finding a Job, Running a Country, and Keeping Your Head in an Age of Accelerations (novembre, 2016)
  - Merci d'être en retard : survivre dans le monde de demain (trad. de l'anglais), Paris, Saint-Simon, 2017, 400 p. (ISBN 978-2-915134-98-8)

## Documentaires
Friedman a commenté plusieurs documentaires pour Discovery Channel de plusieurs endroits du monde. Dans Straddling the Fence (2003), il visite les territoires occupés de Gaza et discute avec des Israéliens et des Palestiniens de la barrière de séparation et de son impact sur leurs vies. Aussi en 2003, dans Thomas L. Friedman Reporting: Searching for the Roots of 9-11 diffusée sur Discovery Times Channel, il enquête sur les raisons de la haine des musulmans pour les États-Unis, et comment les attaques du 11 septembre à New York, en Pennsylvanie et sur le Pentagone, étaient vues dans le monde musulman. Dans The Other Side of Outsourcing (2004), il visitait un centre d'appel à Bangalore, s'entretenant avec de jeunes Indiens y travaillant, puis voyagea dans la partie rurale et misérable de l'Inde, où il débattit des pour et contre la mondialisation avec des locaux (ce voyage engendra le best-seller The World is Flat). Dans Does Europe Hate Us? (2005), il voyage au Royaume-Uni, en France et en Allemagne, discutant avec des universitaires, journalistes, des étudiants boursiers Marshall ou Rhodes ou encore de jeunes musulmans sur la nature de la relation distendue entre l'Europe et les États-Unis. Le documentaire le plus récent de Friedman, Addicted to Oil ouvrit le Silverdocs Film Festival le 16 juin 2006 et fut diffusé le 24 juin 2006 sur Discovery Times Channel. Il y examine les conséquences géopolitiques, économiques et environnementales de l'usage du pétrole et la façon dont les technologies vertes telles que les alternatives au fuel et les économies d'énergie peuvent réduire la dépendance au pétrole.